# Айзенштадт, Абрам Меерович
Абрам Меерович Айзенштадт (в быту Александр Миронович; 30 января 1922, Витебск — 10 апреля 2009, Ярославль) — советский и российский музыковед и музыкальный педагог, кандидат искусствоведения (1965), профессор (1972), член Союза композиторов России.

## Биография
Родился 30 января 1922 года в городе Витебске, в бедной еврейской семье из Бешенковичей. Отец был ремесленником, профессиональных музыкантов в роду не было. Начальное музыкальное образование получил в городском кружке любителей игры на народных инструментах, где обучился игре на мандолине. Занимал призовые места на смотрах художественной самодеятельности, сочинял музыку. В 1938 году он поступил в класс домры Витебского музыкального техникума. Однако через два года обучение прекратилось — во многом из-за недовольства родителей, не считавших профессию музыканта «серьезной» и подходящей для сына. 
В 1940 году был призван в ряды Красной Армии, служил на финской границе. Через два месяца после начала Великой Отечественной войны был направлен на учёбу в Третье Ленинградское артиллерийское училище и в январе 1942 года, вблизи от Сталинграда, начался его боевой путь офицера-артиллериста. Служил командиром гаубичной батареи, начальником артиллерийского дивизиона, во время боев в Белоруссии был контужен. В составе Третьего Белорусского фронта участвовал в Курской битве, взятии Кёнигсберга, воевал в Маньчжурии. Закончил войну начальником штаба дивизии в звании капитана. Награждён орденом Отечественной войны второй степени, двумя орденами Красной звезды, медалями «За победу над Германией», «За победу над Японией», «За взятие Кёнигсберга» и другими. 
В 1953 году окончил историко-теоретический факультет Саратовской государственной консерватории имени Л. В. Собинова и стал работать преподавателем в Хабаровском музыкальном училище. Там он начал изучать искусство народов Приморья. С 1957 по 1974 год работал в Новосибирской государственной консерватории имени М. И. Глинки. В 1968—1971 годах был заведующим кафедрой истории музыки. В 1979 году переехал в Краснодар, работал заведующим кафедрой музыкально-педагогического факультета Краснодарского государственного института культуры.
Занимался изучением музыки народов Сибири и Дальнего Востока (нанайцев, ульчей, эвенков, нивхов), принимал участие в фольклорных экспедициях. Первую статью на эту тему «Песни народа удэге» опубликовал в 1958 году. В 1965 году защитил в Ленинградской консерватории имени Н. А. Римского-Корсакова кандидатскую диссертацию «Музыкальный фольклор народностей Нижнего Приамурья». Во время экспедиции 1976 года в Ханты-Мансийский округ записал 22 хантыйские песни, три наигрыша и одно произведение повествовательного жанра. Айзенштадт подготовил многих специалистов в области музыки и фольклора народов СССР.

## Семья
- Сын — заслуженный артист РФ Сергей Абрамович Айзенштадт[5].

## Награды
- Орден Красной Звезды[3]
- Значок «За отличную работу» Министерства культуры СССР (1973)[3]
- Медали[3]